# Palamuse
Palamuse era un comune rurale dell'Estonia orientale, nella contea di Jõgevamaa. Il centro amministrativo era l'omonimo borgo (in estone alevik).
Nel 2017 il comune di Palamuse si è unito al comune rurale di Jõgeva.
Qua nacque lo scrittore Oskar Luts.

## Località
Oltre al capoluogo, il comune comprende 25 località (in estone küla). Tra esse, Järvepera, villaggio natale dello scrittore Oskar Luts:
Änkküla, Eerikvere, Ehavere, Imukvere, Järvepera, Kaarepere, Kaiavere, Kassivere, Kivimäe, Kudina, Luua, Mullavere, Nava, Pikkjärve, Praaklima, Raadivere, Rahivere, Ronivere, Sudiste, Süvalepa, Toovere, Vaidavere, Vanavälja, Varbevere, Visusti.